# Deidades de los mitos de Cthulhu

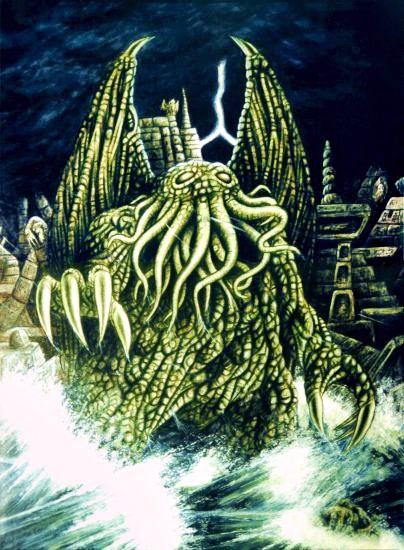
Imagen de Cthulhu, deidad central de los Mitos

Las deidades de los mitos de Cthulhu (pronunciado en español como Kazulú o Chulú, según la traducción) son una serie de entidades cósmicas creadas por el escritor estadounidense de terror Howard Phillips Lovecraft y representadas en sus historias. El autor H.P. Lovecraft creó una serie de deidades a lo largo de su carrera literaria, incluidos a los "Grandes Antiguos" y a los extraterrestres, como los "Cosas Antiguas", con referencias esporádicas a otras deidades diversas (por ejemplo, Nodens), mientras que los "Dioses Antiguos" son una creación posterior de otros escritores prolíficos como August Derleth , a quien se le atribuyó la formalización de los Mitos de Cthulhu, junto con el resto del Círculo de Lovecraft.

## Grandes Ancianos
Un tema continuo en el trabajo de Lovecraft es la total irrelevancia de la humanidad frente a los horrores cósmicos que aparentemente existen en todo el universo, con Lovecraft constantemente refiriéndose a los "Grandes Antiguos" como: un panteón suelto de antiguas y poderosas deidades del espacio que una vez gobernó la Tierra y quienes desde entonces han caído en un sueño mortal pero tenebrosamente temporal.
Lovecraft nombró a varias de estas deidades, incluidas a los grandes Cthulhu, Ghatanothoa y Yig. Con algunas excepciones como Cthulhu, Ghatanothoa, etc, Este panteón suelto aparentemente existe 'fuera' del espacio-tiempo normal que percibimos. Aunque son adorados por cultos humanos (e inhumanos) trastornados, estos seres generalmente están encarcelados o restringidos en su capacidad de interactuar con la mayoría de las personas (Estando por ejemplo debajo del mar, dentro de la Tierra, en otras dimensiones, etc.), al menos hasta que el desventurado protagonista es inconscientemente expuesto a ellos. Lovecraft utilizó esta premisa en muchas de sus historias, especialmente en su cuento corto del año 1928, "La llamada de Cthulhu", con referencia a la criatura homónima. Sin embargo, fue Derleth quien aplicó la noción a todos los Grandes Antiguos. La mayoría de estos dioses tienen formas físicas que la mente humana es incapaz de procesar; Y ocurre que simplemente verlos hace que el espectador se vuelva loco.

### Tabla de los Grandes Antiguos
- Nombre: Este es el nombre comúnmente aceptado del Gran Antiguo.

- Epíteto (s), otro (s) nombre (s): Este campo enumera los epítetos o nombres alternativos para el Dios.
- Gran Antiguo: Estos son nombres que a menudo aparecen en libros de literatura arcana, pero también pueden ser los nombres preferidos por los cultos.
- Descripción: Esta entrada da una breve descripción del Gran Antiguo.

| Nombre                           | Epíteto(s), Otro nombre(s) | Descripción |
| -------------------------------- | --- | --- |
| Abholos                          | El devorador en la niebla | Una mancha gris supurante de infinita malevolencia, descrita como el hermano menor de Tsathoggua o un engendro de Cthulhu, nacido de su bilis y lágrimas. |
| Alala                            | Heraldo de S'glhuo | Una entidad de sonido vivo nativo del Golfo de S'glhuo, y que se manifiesta como un enorme ser monstruoso. Es servido por los habitantes de S'glhuo , que están hechos de su misma sustancia. |
| Ammutseba                        | Devorador de las estrellas | Una masa oscura y nublada, con tentáculos, que absorbe a las estrellas fugaces. |
| Amon-Gorloth                     | Creador de Nile y equilibrio del Universo                                                                                      | Una gigantesca entidad misteriosa cuyo culto es quizás coincidente con el del dios egipcio Amón. Una vez que vivía en un palacio gigantesco conocido como Gz-eh cerca del Valle de los Reyes, su fuerza soñadora pudo dar forma a la realidad. Causando que la vida floreciera en el Valle del Nilo, hace más de 3.000 años, antes de que las estrellas dejaran de tener razón, y el desierto que avanzaba sepultó su cuerpo titánico debajo de las arenas. Los sacerdotes de su culto han construido mausoleos subterráneos secretos para acceder al cuerpo del Gran Anciano y complacer al dios dormido al dar ganado como víctimas de sacrificio. |
| Aphoom-Zhah                      | La llama Fría, Señor de la congelación                                                                                         | Se parece mucho a Cthugha, pero es gris y frío. |
| Apocolothoth                     | Dios de la Luna | Entidad lunar que habita en la Dimensión de Enno-Lunn. |
| Arwassa                          | El silencio de la colina | Un torso humanoide con tentáculos en lugar de extremidades y un cuello corto que termina en una boca sin dientes y sin rasgos distintivos. |
| Atlach-Nacha                     | El Dios Araña, Spinner in Darkness                                                                                             | Una araña gigante con una cara humana. |
| Ayi'ig                           | El Dios Serpenteante, Aeg, Aega                                                                                                | Hija de Yig y de la Diosa Exterior Yidhra, que aparece como un gigantesco horror parecido al pulpo con ojos serpentinos y tentáculos desmontables, que pueden moverse de forma independiente. Ella habita dentro de la caverna de un profundo cañón en algún lugar de Tejas. |
| Aylith                           | La viuda en el bosque, The Many-Mother                                                                                         | Una figura humanoide alta y sombría con ojos amarillos brillantes y protuberancias extrañas como las ramas de los árboles muertos. Ella es una sirvienta de Shub-Niggurath. |
| Baoht Z'uqqa-Mogg                | The Bringer of Pestilence | Un enorme escorpión volador con cabeza de hormiga. |
| Basatan                          | Maestro de los cangrejos | No se describe, posiblemente un crustáceo humanoide o un cangrejo gigantesco. |
| B'gnu-Thun                       | The Soul-Chilling Ice-God | Aparece como un humanoide cianótico, seguido de una misteriosa tormenta de nieve. |
| Bokrug                           | El gran lagarto de agua, La perdición de Sarnath                                                                               | Aparece como una lagartija gigante de agua. |
| Bugg-Shash                       | The Black One, The Filler of Space, He Who Comes in the Dark                                                                   | Aparece como una masa viscosa negra cubierta de ojos y bocas, como un Shoggoth. |
| Byagoona                         | The Faceless Ones | Venerado como un dios de los muertos y reanima a los fallecidos para mantener su fuerza vital. Teorizado para ser un avatar de Nyarlathotep, aunque esto no está confirmado. |
| Byatis                           | The Berkeley Toad, Serpent-Bearded Byatis                                                                                      | Aparece como un sapo gigante multicolor con un ojo, una trompa, garras en forma de cangrejo y tentáculos debajo de la boca. |
| Chaugnar Faugn                   | El horror de las colinas, The Feeder, Caug-Narfagn                                                                             | Un humanoide vampírico parecido a un elefante, con una boca en el extremo de su trompa. |
| Coatlicue                        | Serpent Skirted One | Aparece como un gigantesco humanoide reptiliano con dos serpientes enfrentadas en lugar de una cabeza real, como se muestra en la estatua de Coatlicue. Ella era la excompañera de Yig , venerada en K'n-yan junto con su consorte. |
| Coinchenn                        | — | Un horror con tentáculos marinos hecho de peces, ballenas y pulpos. |
| Crom Cruach                      | Maestro de las Runas, Bloody Crooked One                                                                                       | No se describe, pero probablemente sea algo gigantesco tipo serpiente o gusano. |
| Cthaat                           | El Dios de agua oscura | Una masa sin forma, hecho de agua y que cambia de forma. |
| Cthaeghya                        | — | (Media) hermana de Cthulhu, que engendró el Engendro Estelar de Cthulhu. |
| Cthugha                          | La llama viviente, The Burning One                                                                                             | Aparece como una conflagración viviente. |
| Cthulhu                          | Maestro de R'lyeh, El gran Soñador                                                                                             | Un híbrido masivo de humanos, pulpos y dragones . Por lo general, se lo representa con cientos de metros de altura, con brazos palmeados, tentáculos y un par de alas rudimentarias en la espalda. |
| Cthylla                          | El hijo secreto de Cthulhu | Aparece como una enorme criatura parecida a un pulpo alado con seis ojos. El más joven de la progenie de Cthulhu e Idh-yaa. |
| Ctoggha                          | El demonio de sueños | No hay descripción disponible. |
| Cyäegha                          | El ojo destructor, The Waiting Dark                                                                                            | Aparece como una gigantesca masa negra de tentáculos, con un solo ojo verde en el centro. |
| Cynothoglys                      | The Mortician God, She Whose Hand Embalms                                                                                      | Aparece como un montículo sin forma, con un apéndice en forma de brazo. |
| Dagon                            | Padre Dagon | Deidad habitante del océano que preside los Profundos. Consorte de la Madre Hidra, adorada por la Orden Esotérica de Dagón en la ciudad de Innsmouth. |
| Dhumin                           | The Burrower from the Bluff | Una serpentina (con probables Temblores), la vivienda de terror que hace temblar la tierra en el subsuelo de Memphis, US. |
| The Dweller in the Gulf          | Eidolon of the Blind | Aparece como una tortuga enorme, sin ojos, negra, de caparazón blando con una cabeza triangular, dos colas en forma de látigo y ventosas en el extremo de cada cola. |
| Dygra                            | La Piedra-Cosa | Una geoda semicristalina con facetas de joyas con tentáculos minerales. |
| Dythalla                         | Señor de los Lagartos | Un gigantesco Saurio criatura similar a Bokrug , pero terrestre, y dotado de una melena de tentáculos. |
| Dzéwà                            | El Dios Blanco | Un dios de las plantas voraz que llegó de Xiclotl a la Tierra, asombrado por los insectos de Shaggai. Aparece como una esfera blanca que oculta una enorme excrecencia magenta, como una orquídea o una boca parecida a una lamprea, con tentáculos esmeralda, con las manos emergiendo de la horrible masa. |
| Eihort                           | The Pale Beast, Dios del Laberinto                                                                                             | Aparece como un óvalo enorme, pálido, gelatinoso con una miríada de piernas y múltiples ojos. |
| Ei'lor                           | The Star-Seed, El Dios Planta                                                                                                  | Un horror parásito similar a una planta nativo del planeta selvático Kr'llyand, que orbita una estrella verde muerta. |
| Etepsed Egnis                    | — | Una monstruosidad sin forma con un enorme apéndice en forma de brazo. |
| Ghadamon                         | A Seed of Azathoth | Una monstruosidad viscosa de color marrón azulado plagada de agujeros y, ocasionalmente, una cabeza malformada. |
| Ghatanothoa                      | Deñor del Volcano, Thoa | Aparece como un horror colosal con múltiples apéndices y poderes similares a los de Gorgona. |
| Ghisguth                         | El sonido de las profundidades                                                                                                 | Una masa titánica de material gelatinoso. |
| Gi-Hoveg                         | The Aether Anemone | Una entidad cósmica que se manifiesta como una masa gigantesca, esponjosa y carnosa cubierta por una miríada de ojos y espinas. Se dice que es el némesis del Dios externo Uvhash, generalmente convocado para contrastar a esta deidad. |
| Gla'aki                          | El inhabitante del lago, Señor de los sueños muertos                                                                           | Aparece como una babosa gigante de tres ojos con espinas metálicas y pequeños pies en forma de pirámide debajo. |
| Gleeth                           | The Blind God of the Moon | Una deidad lunar sorda y sin ojos que adoraba en el antiguo continente de Theem'dra, así como en Dreamlands, a menudo mencionada como similar a Mnomquah , aunque aparentemente no está relacionada entre sí. |
| Gloon                            | El corruptor de la carne, Maestro del templo, Glhuun                                                                           | Por lo general, se manifiesta a través de una escultura dionisíaca, pero su verdadera forma es la de una babosa gigante. |
| Gobogeg                          | The Twice-Invoked | Aparece como un pilar colosal de carne alienígena amorfa, con una cabeza ciclópea. Arrastra el continente en el que está convocado y hace que todo el mundo se derrumbe repentinamente sobre sí mismo. |
| Dios del Red Flux                | — | Una entidad roja vaporosa que atormenta la selva tropical de África Central. Tiene el poder de convertir a los humanos en sirvientes como zombis, los Hombres del Árbol de M'bwa. |
| Gog-Hoor                         | Eater of the Insane | Una entidad gigantesca que habita en alguna dimensión inversa, que se asemeja a una gran bala con una larga trompa. |
| Gol-goroth                       | Golgoroth, The Forgotten Old One, God of the Black Stone, Golgoroð                                                             | Aparece como una criatura gigantesca, negra, parecida a un sapo con una mirada imposiblemente malévola, o una entidad con tentáculos, escamas y alas de murciélago. |
| Golothess                        | — | Una entidad cortada en diez piezas por Yig durante un momento de gran batalla (una de estas piezas es un plato de alabastro encontrado en Egipto, que data del 1.300 aC). Se parece y tiene un dominio similar al del dios griego Baco. |
| The Green God                    | The Horror Under Warrendown | Una entidad parecida a una planta inteligente que habita dentro de una serie de cavernas, donde siempre es servida por adoradores mutantes como conejos. |
| Groth-Golka                      | El demonio dios-ave, El dios-ave de Balsagoð                                                                                   | Un monstruoso demonio parecido a un pájaro con dientes afilados, que habita debajo de la Antártida , vagamente parecido a un pterosaurio extinto. |
| Gtuhanai                         | El dios destructor de Aartnna                                                                                                  | Una entidad destructiva que se manifiesta como un vórtice metálico voraz. Parece ser otro medio hermano de Cthulhu , como Hastur , y también se relaciona con Glaaki . También se le ha llamado "hijo de Yog-Sothoth ". Si estos títulos son literales u ocultan alguna verdad oscura sobre el Destructor, ninguno puede determinarlo. Él habita en algún lugar de la región estelar de las Pléyades , y cuando es convocado, trae devastación. |
| Gurathnaka                       | Eater of Dreams, La oscuridad en la noche                                                                                      | Una entidad incorpórea oscura que habita en Mundo de Sueños. |
| Gur'la-ya                        | Lurker in the Doom-laden Shadows                                                                                               | Una gran sombra, con dos ojos rojos deslumbrantes, capaz de transformar el cráneo de sus víctimas en piedras verdes brillantes talladas con símbolos extraños. |
| Gwarloth                         | — | Un horror amebiano con tentáculos con múltiples ojos, orificios y una glándula colgante que forma una cara horrible. |
| Gzxtyos                          | Mate of Othuyeg | La consorte de Othuyeg , probablemente similar a su novio. |
| Han                              | The Dark One | Un ser hecho de niebla fría y aullante ligada al culto de Yig. |
| Hastalÿk                         | El Contagion | Una entidad microbiana, responsable de las plagas. |
| Hastur                           | El impronunciable, El que no debe ser nombrado, Señor del espacio interestelar, El rey amarillo, The Peacock King, Zukala-Koth | Su verdadera forma es desconocida, pero por lo general se manifiesta como una masa flotante polémica y voraz dotada de tentáculos, taladros y ventosas, o con mayor frecuencia, como el Rey de Amarillo , un humanoide con ropa amarilla y andrajosa y una máscara que oculta la cara. . Se dice que es el (medio) hermano de Cthulhu . Se dice que es del elemento aire opuesto al elemento agua de Cthulhu. |
| H'chtelegoth                     | El gran Dios tentaculo | Un imponente tronco verdoso con una "corona" de tentáculos, una fila de múltiples ojos y una serie de apéndices laterales adicionales. |
| Haiogh-Yai                       | El forastero | una entidad monstruosa, amorfa y giratoria que vive dentro de un agujero negro errante llamado Vix'ni-Aldru , que también alberga una ciudad hecha de bloques titánicos, habitada por criaturas misteriosas que se asemejan a gusanos o lagartijas. |
| Hnarqu                           | The Great One | Hermano menor de Cthulhu , que se manifiesta como una boca gigantesca rodeada de innumerables tentáculos, similar a una anémona de mar titánica. |
| Hziulquoigmnzhah                 | El dios de Cykranosh, Ziulquag-Manzah                                                                                          | Tiene un cuerpo esferoide , brazos alargados , piernas cortas y una cabeza en forma de péndulo que cuelga debajo. Es el hermano de Ghisguth y tío de Tsathoggua. |
| Idh-yaa                          | La novia de Cthulhu, Xothic Matriarch                                                                                          | Un horror gigantesco, pálido, parecido a un gusano, que habita debajo de la corteza de la estrella Xoth. Ella ha sido la primera novia de Cthulhu, y con él engendró tres hijos: Ghatanothoa , Ythogtha y Zoth-Ommog, y una hija menor, Cthylla. |
| Inpesca                          | El horror del mar | Una masa negra azulada expansiva y sin forma, que atormenta las costas ecuatoriana y peruana, mencionada en Cthäat Aquadingen como enemiga de los Profundos. |
| Iod                              | El cazador del amanecer | Una criatura levitante, sinuosa y brillante. |
| Istasha                          | Mistress of Darkness | Una deidad felina , similar a Bastet , pero viciosa y maligna. Su hermana es la Sylvan Lythalia. |
| Ithaqua                          | El caminante del viento, El Wendigo, God of the Cold White Silence                                                             | Un humano gigantesco, parecido a un cadáver , con pies palmeados y brillantes ojos rojos. |
| Janai'ngo                        | Guardian and the Key of the Watery Gates, The Lobster of the Deep                                                              | Un horror marino como un crustáceo , con tentáculos, medio amorfo que sirve a Cthulhu , que habita en las profundidades de la Bahía de Rhiiklu, en algún lugar dentro de la costa este de los Estados Unidos. |
| Juk-Shabb                        | Dios de Yekub | Aparece como una gran bola de energía brillante. |
| Kaalut                           | The Ravenous One | Probablemente un horror gigantesco parecido a la larva , que habita en el nebuloso reino de K'gil'mnon, junto con los Gharoides , sus criados insectoides parásitos. |
| Kag'Naru of the Air              | — | Mencionado en el cómic estadounidense Challengers of the Unknown # 81-87 (1977) como la hermana de M'Nagalah. |
| Kassogtha                        | Bride of Cthulhu, The Leviathan of Diseases                                                                                    | Una enorme masa de tentáculos enrollados y retorcidos. Ella es la hermana y compañera de Cthulhu, quien le dio a luz a las gemelas Nctosa y Nctolhu. |
| Kaunuzoth                        | The Great One, Cannoosut | Una monstruosidad rechoncha, parecida al pepino de mar con cinco ojos, tres dedos, apéndices con garras y una boca grande. Se lo describe como uno de los hermanos de Glaaki y reside en el embalse Moore de Vermont , en los Estados Unidos. |
| Khal'kru                         | All-in-All, Greater-than-Gods                                                                                                  | Un oscuro horror octopoide, similar al Krase nórdico , pero que habita dentro de un templo en algún lugar dentro de un valle cálido y oculto en Alaska. |
| Klosmiebhyx                      | — | Hermana de Zstylzhemghi. |
| K'nar'st                         | Spawn of the Forgotten | Un humanoide anfibio con cuatro brazos de siete garras y tentáculos en lugar de piernas. La cabeza es como un león, pero huesuda y su boca encierra tres largas lenguas. Se encuentra atrapado debajo del fondo marino, dentro de un misterioso monte submarino llamado Nayghof. |
| Krang                            | The Dead One | Una entidad alienígena monstruosa, marrón, coriácea, nativa de un planeta misterioso, que actualmente duerme dentro de un gigantesco mausoleo perdido en los desiertos del desierto, dispuesta a proteger un tesoro invaluable formado por los planetas en descomposición más antiguos. |
| Kthaw'keth                       | El Supremo desconocido, Scourge of Yaksh                                                                                       | Una monstruosidad de seis ojos y hocico de cocodrilo cubierta con tentáculos y extremidades en forma de trípode. Venerado por los antiguos egipcios como la deificación de la oscuridad y el caos. |
| Kurpannga                        | El Diablo-dingo | Un demonio gigante sin pelo que parece un dingo que vive en las Tierras de los Sueños (o el Momento del Sueño de los mitos aborígenes). |
| Lam                              | El Gris | Una entidad extraterrestre, similar a los extraterrestres grises , que habita en el lado oscuro del planeta Marte. |
| Lexur'iga-serr'roth              | El que devora todo en la oscuridad                                                                                             | Una monstruosidad fotofóbica con alas de murciélago, con una cabeza deforme de mil ojos y enormes fauces. |
| Lythalia                         | La diosa del bosque | Una entidad humanoide seductora femenina, cubierta de enredaderas y partes vegetales. De alguna manera, ella ha sido la compañera del dios mayor Nodens , llevándole los dioses gemelos Vorvadoss y Yaggdytha. La felina Istasha es la hermana de Lythalia. |
| Mappo no Ryujin                  | Harbinger of Doom, Mappo's Dragon                                                                                              | Una entidad similar a un dragón, cubierta de pseudopodos, considerada como la madre del Dios de la Serpiente Yig y que se dice que está encarcelada bajo el continente hundido de Mu. |
| M'basui Gwandu                   | La abominación del río | Un horror de alas de murciélago con ojos de araña que acecha en el río Congo. |
| M'Nagalah                        | El devorador, El Dios Cancer, The Eternal                                                                                      | Una masa de ambas entrañas y ojos, o una cosa masiva. |
| Mnomquah                         | Señor del lago oscuro, El monstruo en la Luna                                                                                  | Una criatura muy grande y sin ojos, como lagarto, con una "corona" de antenas. |
| Mordiggian                       | The Charnel God, El gran necrofago, Lord of Zul-Bha-Sair, Morddoth                                                             | Una nube de oscuridad que cambia de forma. |
| Mormo                            | La mil caras de la Luna | Mormo aparece en muchas formas, pero tres son las más comunes: como una doncella vampírica burlona, como una gorgona con pelo de tentáculo , o como un albino con forma de sapo encorvado con una masa de antenas en lugar de una cara. Esta última forma es la aparición de sus servidores, las bestias lunares. |
| Mortllgh                         | La tormenta de acero | Una esfera brillante que flotaba en el centro de un vórtice giratorio de cuchillas afiladas y de aspecto metálico. |
| Mynoghra                         | La demonia de las sombras | Un demonio súcubo con rasgos alienígenas y tentáculos en lugar de pelo. Ella es mencionada como prima de Nyarlathotep en O 'Khymer Revelations , y venerada por cultos de brujas en Salem, Oregón. |
| Nctosa & Nctolhu                 | The Twin Spawn of Cthulhu | Hijas gemelas de Cthulhu, encarceladas en la Gran Mancha Roja del planeta Júpiter . Ambos aparecen como enormes seres dotados de caparazón, con ocho extremidades segmentadas y seis brazos largos que terminan con garras, que se asemejan vagamente a su "media hermana" Cthylla. |
| Ngirrth'lu                       | La cosa-lobo, The Stalker in the Snows, He Who Hunts, Na-girt-a-lu                                                             | Un humanoide feroz e imponente con forma de lobo con alas de murciélago . Lo sirven los sirvientes de hombres lobo conocidos como los Altramuces. |
| Northot                          | The Forgotten God, The Thing That Should Not Be                                                                                | Una entidad misteriosa relacionada con Yog-Sothoth , Shub-Niggurath y posiblemente también con Azathoth , que se manifiesta como un humanoide parecido a un fauno con cabello que cambia de color o como un halo brillante de color desconocido. |
| Nssu-Ghahnb                      | El corazón de las eras, Leech of the Aeons                                                                                     | Una especie de gigantesco corazón pulsante aislado en dimensiones paralelas. Es responsable de engendrar todos los diversos monstruos que existen dentro del Universo conocido. |
| Nug and Yeb                      | Las Blasfemias gemelas | Dos horrendas masas nebulosas de vapor que cambian de forma de las cuales emergen ojos, tentáculos, fauces y pezuñas; algo así como Shub-Niggurath. Han sido engendrados por Yog-Sothoth, y ambos (o cualquiera) son considerados los padres blasfemos de Cthulhu. |
| Nyaghoggua                       | The Kraken Within | Una entidad borrosa, oscura, parecida a un kraken , mencionada en la Canción de Yste , y que se dice que habita en el espacio exterior. |
| Nycrama                          | The Zombifying Essence | Una monstruosidad alta , parecida a una larva , con cientos de zarcillos segmentados segmentados, exiliados por los Dioses Antiguos en una dimensión paralela, con estrechas conexiones con los bosques tropicales de América del Sur , donde atrae a las víctimas humanas para esclavizarlas desde otras dimensiones. Anteriormente, él también era un Dios antiguo. |
| Nyogtha                          | The Thing which Should Not Be, Haunter of the Red Abyss                                                                        | Aparece como una nube de sombras de tinta. |
| Ob'mbu                           | El alterador | Un monstruo reptiliano parecido a una jirafa. |
| Oorn                             | Mnomquah's Mate | Aparece como un enorme molusco con tentáculos. |
| Othuum                           | El Horror oceanico | Una masa con tentáculos retorcidos, con una sola cara alienígena en algún lugar en el centro de la masa viscosa y retorcida. |
| Othuyeg                          | La perdición caminante | Aparece como un gran ojo con tentáculos similar a Cyäegha , pero mucho más similar al monstruo que aparece en la película de terror The Crawling Eye . [42] Actualmente habita en el subsuelo de Kansas, en las legendarias Siete Ciudades de Oro. |
| Perse                            | — | Una entidad alienígena enloquecedora y retorcida que aparece como una figura femenina en una capa roja, con tres ojos y una cara completamente extraña. Probablemente coincidente con la diosa Clásica del Inframundo Perséfone , se manifiesta a bordo de un barco fantasma y contacta a humanos traumatizados, con talento artístico oculto, para difundir el caos y la desesperación en todo el mundo. |
| Pharol                           | Pharol the Black | Un demonio negro, colmillo, ciclóptico con los brazos como serpientes que se mecen.. La entidad normalmente habita en otra dimensión: un "caos hirviente y subdimensional" más allá del universo mundano. El mago Eibon de Hyperborea a veces convocaba a Pharol para consultarle información arcana. |
| Poseidon                         | — | Una poderosa entidad extragaláctica, asombrada por 'Ymnar. Luchó contra el dios mayor Paighon. |
| Psuchawrl                        | The Elder One | Un humanoide alto con una cara sin ojos de anémona de mar y una boca sonriente y con pico, que puede ser convocado como un genio. |
| Ptar-Axtlan                      | The Leopard That Stalks the Night                                                                                              | Una entidad misteriosa relacionada con los cambiaformas zoomorfos , especialmente los hombres-gatos. |
| Quachil Uttaus                   | Treader of the Dust | Aparece como una momia arrugada en miniatura con garras rígidas y extendidas. |
| Quyagen                          | The Eye of Z'ylsm, He Who Dwells Beneath Our Feet                                                                              | Adorada como una deidad en un continente perdido ubicado en el sur del Océano Atlántico . Parece estar relacionado con Nyarlathotep , y su forma es probablemente octopoide, con miríadas de cuernos a lo largo de un cuerpo enloquecedor. |
| Q'yth-az                         | The Crystalloid Intellect | Una imponente masa de cristales, que reside en el planeta sin luz Mthura. |
| Raandaii-B'nk                    | — | Un humanoide parecido a un tiburón nativo del Triángulo de las Bermudas , posiblemente similar al avatar de Cthulhu , el Padre de todos los tiburones. |
| Ragnalla                         | Seeker in the Skies | Un demonio raptorio titánico con un enorme ojo único y una corona de tentáculos. |
| Raphanasuan                      | The One from the Sun Race | Un demonio gigantesco y probablemente con varios brazos. |
| Rhagorthua                       | Padre de todos los vientos | Una entidad ardiente similar a Cthugha, capaz de absorber la radiación nuclear, y encarcelada en algún lugar dentro del subsuelo de Nuevo México. |
| Rhan-Tegoth                      | Terror ode los Hominidos, He of the Ivory Throne                                                                               | Un monstruo proboscidiano de tres ojos, agallas, con un torso globular, seis extremidades largas y sinuosas que terminan en patas negras, con garras en forma de cangrejo y cubiertas de lo que parece ser cabello, pero en realidad son pequeños tentáculos. |
| Rhogog                           | The Bearer of the Cup of the Blood of the Ancients                                                                             | Un roble negro sin hojas, caliente al tacto y con un solo ojo rojo en el centro. |
| Rh'Thulla of the Wind            | — | Mencionado en el cómic estadounidense Challengers of the Unknown # 81-87 (1977) como el hermano de M'Nagalah. |
| Rlim Shaikorth                   | El gusano blanco | Un gusano gigantesco y blanquecino con unas fauces enormes y ojos huecos hechos de glóbulos de sangre goteando. |
| Rokon                            | — | Una misteriosa entidad extradimensional , considerada como el hermano de Yig , que gobierna sobre una dimensión llamada Zandanua. |
| Saaitii                          | El Cerdo | Un cerdo gigantesco y fantasmal. |
| Scathach                         | — | Uno de los hijos de Hziulquoigmnzhah, supuestamente femenino. |
| Sebek                            | El Dios cocodrilo | Un humanoide reptiliano con cabeza de cocodrilo , igual al antiguo dios egipcio Sobek. |
| Sedmelluq                        | El gran Manipulador, Ishmagon                                                                                                  | Un colosal gusano brillante, con una cabeza en forma de estrella de mar , que habita en la Antártida y es servido por el Mi-go. |
| Sfatlicllp                       | The Fallen Wisdom | La nieta de Tsathoggua , una masa amorfa que se apareó con un Voormi hiperbóreo y engendró al legendario ladrón Knygathin Zhaum . En el suplemento RPG de Chaosium's Dead Leaves Fall , aparece como una demonio con piel de serpiente aceitosa y rastas prensiles como una Gorgona. |
| Shaklatal                        | The Eye of Wicked Sight | Un horror humanoide de piel oscura con tentáculos brotando de su cabeza y brillantes ojos rojos, adorados por las primeras civilizaciones africanas como el dios Amón . Se dice que es rival de Cthulhu. |
| Shathak                          | Mistress of the Abyssal Slime, Death Reborn, Zishaik, Chushaik                                                                 | No descrito, probablemente una masa amorfa. |
| Shaurash-Ho                      | — | Entidad misteriosa mencionada en la carta de Howard Phillips Lovecraft a James F. Morton como descendiente de Cthulhu que engendró a otros dos descendientes horribles (K'baa la Serpiente y Ghoth el Madriguera). Este último habría engendrado con una noble romana, Viburnia, el ancestro legendario del propio Lovecraft en un árbol genealógico ficticio. La aparición de Shaurash-Ho nunca se ha descrito. |
| Sheb-Teth                        | Devourer of Souls | Una entidad humanoide alienígena sin ojos, enormemente cubierta de carne y maquinaria extrañas. |
| Shista                           | God of Fidelity | Una entidad que cambia de forma, que a menudo se manifiesta como un cangrejo espinoso de cinco patas, con una cabeza en forma de araña y pulseras metálicas en cada miembro. |
| Shlithneth                       | — | Un gusano viscoso gigantesco, con una masa de tentáculos negros que rodean sus fauces. |
| Sho-Gath                         | The God in the Box, The Big Black Thing                                                                                        | Una columna de humo oscuro, con ojos malévolos rojos y una cara grotesca, encarcelada dentro de una caja vintage. |
| Shterot                          | The Tenebrous One | Un horror parecido a una estrella de mar engendrado por el Dios externo C'thalpa . Se ha cortado en pedazos, pero los fragmentos individuales viven independientemente. |
| Shudde M'ell                     | The Burrower Beneath, The Great Chthonian                                                                                      | Aparece como un gusano colosal con tentáculos para una cabeza. |
| Shuy-Nihl                        | The Devourer in the Earth | Una mancha oscura de oscuridad dotada de tentáculos. |
| Sthanee                          | The Lost One | Un gigantesco horror marino con doce miembros serpientes, dotados de retoños y una barba de tentáculos, ambos servidos y venerados por viciosos merfolk , conocidos como los "Niños de Sthanee". |
| S'tya-Yg'Nalle                   | The Whiteness | Una entidad invisible hecha de nieve y frío, servidor de Ithaqua. |
| Summanus                         | Monarch of the Night, The Terror that Walketh in Darkness                                                                      | Un humanoide grotesco y sin boca con tentáculos pálidos que sobresalen de debajo de una túnica oscura. |
| Swarog                           | — | Un ser horrible que aparece como un horror oscuro, gigantesco, sin patas, parecido a un pájaro envuelto en llamas oscuras, con su largo cuello coronado por un bulto negro, la mitad de los cuales está dotado de un gran ojo brillante y el otro está cubierto de innumerables tentáculos. Fue venerado por los eslavos y vikingos como el dios solar Svarog , aunque no compartía casi nada con la deidad tradicional. |
| Thanaroa                         | The Shining One | Una misteriosa entidad malvada, que se manifiesta como un pilar de luz deslumbrante, que habita en las ruinas de Nan Madol , cerca de Ponape . Su nombre recuerda el del dios creador polinesio Tangaroa. |
| Tharapithia                      | The Shadow in the Crimson Light                                                                                                | Criatura eslava y ugric divina, demonio fotófobo y enterrador asombrado en la Edad Media. No puede soportar la luz solar y la elude al hacer túneles profundos debajo de las raíces de los robles. |
| Thasaidon                        | Master of the Endless Void | Una entidad maligna que se manifiesta como un guerrero armado con maza. Es venerado como el Principio del Mal en Zothique , pero su culto se remonta a la época de Mu. |
| T'ith                            | -- | La descendencia de Cthulhu y el dios mayor Sk'tai. |
| Thog                             | The Demon-God of Xuthal | Un monstruo octopoide de la Edad de Hyborian , que ronda la ciudad subterránea de Xuthal. |
| Toth                             | − | Un horror colosal y excavador como un artrópodo. |
| Th'rygh                          | The God-Beast | Una entidad monstruosa que se manifiesta como un horrible mosaico de carne, tierra y materia extraña. |
| Tsathoggua                       | The Sleeper of N'kai, The Toad-God, Zhothaqqua, Sadagowah                                                                      | Aparece como un sapo enorme, peludo, casi humanoide , o un perezoso como un murciélago. |
| Tulushuggua                      | The Watery Dweller Beneath | Un misterioso horror subterráneo, que habita en lo profundo de las cuevas inundadas de Florida , servido por los horrores en forma de anguila conocidos como el Tulush. |
| Turua                            | Father of the Swamps, The Bayou Plant God                                                                                      | Una entidad fungine con tentáculos y zarcillos, que atormenta las tierras pantanosas de Florida , de alguna manera similar a The Green God. |
| Uitzilcapac                      | Lord of Pain | Una entidad sádica atrapada por los Dioses Mayores en una dimensión remota del continuo Espacio-Tiempo, y que aparece como un horror de 4 m de altura, como lagarto con seis patas y una boca llena de colmillos viciosos. |
| Ut'Ulls-Hr'Her                   | The Great Horned Mother, Black Glory of Creation                                                                               | Una enorme criatura sin rostro con varios apéndices que brota de su cabeza, una barba de cuernos que rezuman, muchas tetinas rojizas y aletas en forma de pez que brotan de un cuerpo en forma de huevo. |
| Vhuzompha                        | Mother and Father to All Marine Life, The Hermaphroditic God                                                                   | Un monstruo amorfo de tamaño prodigioso, cubierto en una multitud de ojos, bocas, proyecciones y genitales masculinos y femeninos. |
| Vibur                            | The Thing from Beyond | Una entidad enorme, peluda y rápidamente cambiante que lanza piedras radiactivas. |
| Vile-Oct                         | — | Una entidad similar a un dragón o reptil dice estar familiarizada con Yig. |
| Volgna-Gath                      | Keeper of Secrets | Una masa viscosa que cambia de forma, que se puede invocar con barro y la sangre del invocador. |
| Voltiyig                         | Yig's Terrifying Son | Engendro del Serpiente-Dios Yig , que aparece como una serpiente alada y emplumada con fosas nasales llameantes, de alguna manera similar al Dios azteca Quetzalcóatl , atrapado dentro de una torre oscura coronada por una estrella gigante de cinco puntas. |
| Vthyarilops                      | The Starfish God | Un horror con tentáculos similar a una Estrella del Sol , pero dotado de tentáculos ramificados, espinas, miríadas de ojos azules y fauces abiertas. |
| Vulthoom                         | The Sleeper of Ravermos, Gsarthotegga                                                                                          | Puede aparecer como una planta enorme y sobrenatural. |
| The Worm that Gnaws in the Night | Doom of Shaggai | Un demonio masivo parecido a un gusano similar a un Graboid de Tremors. |
| Xalafu                           | The Dread One | Una masa titánica y globular de varios colores oscuros, dotada de un enorme ojo único en medio del bulto alienígena. |
| Xcthol                           | The Goat God | Un humanoide sádico, controlador de la mente, como un fauno , probablemente relacionado con Shub-Niggurath. |
| Xinlurgash                       | The Ever-Consuming | Una masa erizada con grandes fauces abiertas, formada por tentáculos y extremidades en forma de araña. |
| Xirdneth                         | Maker of Illusions, Lord of Unreality                                                                                          | Una entidad creadora de ilusiones sin forma verdadera. |
| Xitalu                           | Being of Higher Dimension | Una abominación con tentáculos, ojos múltiples, devoradora de almas que habita entre dimensiones. |
| Xotli                            | Lord of Terror, The Black Kraken of Atlantis, Demon-God of Elder Night                                                         | Una nube rodante de oscuridad de ébano o un vórtice de frío boreal, venerado por los sacerdotes atlantes de la era de Hyborian. |
| Xoxiigghua                       | — | Un horror de tres ojos, octopoides y parásitos atrapado dentro de una cordillera centroamericana. |
| Yamath                           | Yama | Adoradas en la antigua Lemuria. Aspecto del Dios triple del caos. Conocido como Yama, rey de los demonios, en el Tíbet. |
| Yegg-Ha                          | The Faceless One | Un ser alado de 10 pies de altura que gobierna sobre los Nightgaunts , antes de ser derrotado en la antigua Gran Bretaña por una centuria de soldados romanos. |
| Y'golonac                        | The Defiler | Aparece como un humanoide desnudo, obeso y sin cabeza con una boca en la palma de cada mano; Otras características son nebulosas. |
| Yhagni                           | — | Una horrible mujer o entidad hermafrodita de tremendo poder, prima de Cthulhu y Hastur , encarcelada por los Grandes Antiguos siendo conscientes de sus poderes. Ella habita dentro del "Templo de los Pilares", en las profundidades de Kyartholm, ubicado en algún lugar del hemisferio norte. Su apariencia nunca se describe, pero probablemente no tiene forma, tiene forma de larva y tiene tentáculos como se muestra en el engendro de minion que sirve a sus víctimas humanas parasitarias. |
| Yhashtur                         | The Worm-God of the Lords of Thule                                                                                             | Un monstruo parecido a un gusano que habita en las latitudes polares del norte, que se dice que es el rival o enemigo de Nyarlathotep. |
| Yig                              | Father of Serpents | Una serpiente gigante con brazos humanos cubiertos de escamas. Hijo del Dragón de Mappo , sus hijos son Ayi'ig y Voltiyig , mientras que Rokon es considerado como el hermano de Yig. |
| Y'lla                            | Master of the Seas | Un monstruoso gusano de mar en forma de barril con tentáculos y una boca tipo lamprea. |
| 'Ymnar                           | The Dark Stalker | Una entidad que cambia de forma engendrada por el Dios Externo Ngyr-Korath para servirlo solo. Puede otorgar grandes poderes a quien elija servirle a él y a su maestro, pero su objetivo final es la destrucción de toda la vida inteligente y sensible en el Cosmos. |
| Yog-Sapha                        | The Dweller of the Depths, Lord of the Things Which Dwell Beneath the Surface                                                  | Una masa gelatinosa gigantesca, amebiana , brillante y de múltiples colores que vive en las profundidades oscuras de la Tierra. |
| Yorith                           | The Oldest Dreamer | Un enorme ser cristalino que reside en los mares del planeta oceánico Yilla. Sus habilidades hipnóticas obligan a aquellos navegantes espaciales, que se desvían demasiado cerca, a sumergirse repentinamente en las profundidades de su mar letal. |
| Ysbaddaden                       | Chief of the Giants | Uno de los hijos de Hziulquoigmnzhah , supuestamente masculino y gigantesco. |
| Ythogtha                         | The Thing in the Pit | Aparece como un colosal profundo , con tentáculos que rodean su ojo. |
| Yug-Siturath                     | The All-Consuming Fog | Una entidad vaporosa vampírica que adsorbe fuerzas vitales. |
| Zathog                           | The Black Lord of Whirling Vortices                                                                                            | Una masa supurante y burbujeante que constantemente se agita y gira, produciendo apéndices vestigiales y reabsorbiéndolos. Las burbujas explotaron en la superficie para revelar ojos llenos de odio, y se forman o se cierran boquiabiertas bocas sobre su horrible cuerpo. Él habita en la galaxia Xentilx, servida por los extraterrestres zarrianos. |
| Zhar and Lloigor                 | The Twin Obscenities | Ambos aparecen como una masa colosal de tentáculos, atrapados dentro de la "Meseta de Sung", en algún lugar de Myanmar. |
| Zindarak                         | The Fiery Messenger | Una misteriosa entidad ardiente, que liberará a Cthulhu de su prisión una vez que las estrellas tengan razón. |
| Zoth-Ommog                       | The Dweller in the Depths | Una entidad gigantesca con un cuerpo en forma de cono, una cabeza de reptil, una barba de tentáculos y brazos con forma de estrella de ma. |
| Zstylzhemghi                     | Matriarch of Swarms, Zystulzhemgni                                                                                             | Engendro del dios exterior Ycnàgnnisssz , descrito como un enjambre alienígena vivo. Ella también tiene una hermana llamada Klosmiebhyx. |
| Zushakon                         | Dark Silent One, Old Night, Zul-Che-Quon, Zuchequon                                                                            | Aparece como un remolino, vórtice negro , venerado por los nativos americanos de Mutsune como un dios de la muerte . También es adorado por servidores misteriosos conocidos como los Ocultos. |
| Z'toggua                         | — | Un humanoide obeso con alas de murciélago con un hocico largo y poliposo y una boca ancha, que se abre en el vientre, servido por los Profundos. |
| Zvilpogghua                      | Feaster from the Stars, The Sky-Devil, Ossadagowah                                                                             | Un sapo sin alas, con alas de murciélago , con tentáculos en lugar de una cara. |

En la novela de Joseph S. Pulver, Nightmare's Disciple, se nombran varios nuevos Grandes Antiguos y Dioses Antiguos. La novela menciona a la prima de D'numl Cthulhu, T'ith y Xu'bea, Los dientes de las llanuras oscuras de Mwaalba. Miivls y Vn'Vulot, se dice que han luchado entre sí en el sur de Gondwana durante el Cretácico período, mientras que Rynvyk , considerado como uno de los compañeros de Cthulhu hermana Kassogtha, en sí posibles iteraciones de Cthulhu o una entidad similar. Kassogtha habría engendrado con Rynvyk tres hijos (uno llamado Ult) y el mismo Rynvyk actualmente descansa en una piscina carmesí en el Salón de Tyryar (probablemente otro nombre o dimensión de R'lyeh), cuyo portal se encuentra en algún lugar de Noruega.

## Grandes seres
Los Grandes son los "dioses débiles de la tierra" que reinan en las Tierras de los Sueños. Están protegidos por Nyarlathotep.
| Nombre                          | Descripción                                                                |
| ------------------------------- | -------------------------------------------------------------------------- |
| Hagarg Ryonis, The Lier-in-Wait | Suele aparecer como un enorme monstruo reptiliano.                         |
| Karakal                         | Un humanoide con forma de duende.                                          |
| Lobon                           | Aparece como un joven con corona de hiedra y con una lanza.                |
| Nath-Horthath                   | Dios principal de Celephaïs.                                               |
| Oukranos                        | Dios del río                                                               |
| Tamash                          | Aparece como un hombre bajo, de piel plateada, cabello de ébano y barbudo. |
| Zo-Kalar                        | Dios del nacimiento y de la muerte.                                        |

## Dioses exteriores
Como se sabe en los Mitos, los Dioses Externos están gobernados por Azathoth, el "Dios idiota y ciego", que mantiene la corte en el centro del infinito. Un grupo de dioses externos baila rítmicamente alrededor de Azathoth, en cadencia y al son de una flauta demoníaca. Entre los dioses externos presentes en la corte de Azathoth se encuentran las entidades llamadas "dioses definitivos" en la historia The Dream-Quest of Unknown Kadath (son llamados "dioses externos menores" en el RPG de La llamada de Cthulhu), y posiblemente Shub-Niggurath, la "cabra negra de el bosque con mil jóvenes". Yog-Sothoth, el "Todo en Uno y Uno en Todo", cogobierna con Azathoth y existe como la encarnación del tiempo en el cosmos, pero de alguna manera está encerrado fuera del universo mundano. Nyarlathotep, el "Caos rastrero", es el avatar de los dioses exteriores, existiendo como la encarnación del espacio y funciona como intermediario entre las deidades del panteón y sus cultos. El único Dios externo que tiene una verdadera personalidad, Nyarlathotep posee un intelecto maligno y revela un desprecio burlón por sus amos.

### Lista de Dioses Exteriores

#### Aiueb Gnshal
Aiueb Gnshal (The Eyes Between Worlds , The Child-Minded God ) ) es un misterioso Dios externo, que tiene su morada en un templo olvidado ubicado en algún lugar de Bután. Aparece como un vacío negro sin forma, con siete ojos parpadeantes en forma de orbe, y es adorado principalmente por necrofagos, que lo homenajean en un culto contaminado descrito en los misteriosos Rollos de Cambuluc del mago Lang-Fu, que datan del año 1295 d. C. Mirar a través de los ojos de este dios, después de un horrible y devastador ritual, le permite a uno ver directamente en la corte de Azathoth. Se rumorea que los poderes del señor de la guerra mongol Temujin, fue un favor de Aiueb Gnshal.

#### Aletheia
Aletheia (El fin de la oscuridad) es una entidad divina que simboliza o encarna la Verdad. Lleva el nombre de la Diosa Griega de la Verdad, se manifiesta como una vasta espiral de múltiples manos titánicas con un solo ojo ciclóptico en cada palma como en el Hamsa y protuberancias kilométricas en forma de alambre capaces de atrapar a los seres vivos reemplazando su hueso espinal en forma de marioneta. Introducido en Dylan Dog Issue 374, En la trama, la entidad tiene características claras de un Dios Externo en lugar de un Gran Antiguo, así como una apariencia vagamente similar a la de Yog-Sothoth y es invocada por un profeta trastornado con palabras en Naacal o el lenguaje R'lyehan casi coincidiendo con los que aparecen en la invocación de Cthulhu, con R'lyeh reemplazado por Z'lyeh.

#### Azathoth
Azathoth, a veces conocido como el "Dios ciego idiota", es un monstruo soñador cuyo sueño es donde reside el universo. Azathoth no se da cuenta de nada de lo que sucede en el sueño; De ahí su título. Azathoth también cambia en su sueño, haciendo que la realidad cambie. Algunos creen que el lector es Azathoth, que lee los libros de Lovecraft  y "sueña" con el universo. Es la entidad más poderosa, según Lovecraft, seguido de cerca por su nieto Yog-Sothoth, y es el creador y gobernante de los Dioses Externos. 

#### Azhorra-Tha
Azhorra-Tha es un Dios externo encarcelado en el planeta Marte, ya que huyó de la Tierra después del encarcelamiento de los Grandes Antiguos. Su apariencia es la de un calamar insectoide a sapo, pero su forma cambia continuamente emitiendo un zumbido horrible. El Mi-Go descubrió la prisión de Azhorra-Tha, milenios después, e hizo todo lo posible para no revelar su ubicación a ningún ser humano.

#### La negrura de las estrellas
La negrura de las estrellas es una gota inmóvil de oscuridad viviente y sensible, arrancada de la tela primaria del cosmos en el centro del universo. Se distingue en la oscuridad solo como un tono aceitoso vagamente brillante. Aunque es inteligente, no habla ningún idioma conocido e ignora los intentos de comunicación.

#### La cosa de la nube
Una masa nublada devoradora de hombres, sin nombre, Dios externo en la corte de Azathoth.

#### C'thalpa
C'thalpa (The Internal One)) es una enorme masa de magma viviente, ubicado en el manto de la Tierra. Ella es madre del Gran Viejo Shterot, y otros cinco niños horribles sin nombre. También es servida por una raza de excavadores humanoides con forma de topo conocidos como los Talpeurs.

#### Cxaxukluth
Cxaxukluth (descendencia andrógina de Azathoth) es uno de los engendros de semillas de Azathoth, crecido hasta la edad adulta y proporciones monstruosas. En apariencia, Cxaxukluth se asemeja a una especie de cruce entre Azathoth y Ubbo-Sathla: una masa amorfa y retorcida de gel protoplásmico burbujeante, nuclear. Normalmente habita solo dentro de una dimensión sin nombre más allá del tiempo y el espacio, a menos que sea molestado o convocado.

#### Oscuridad
La Oscuridad (Magnum Tenebrosum , The Darkness Dark) es una entidad misteriosa engendrada por Azathoth, y es el progenitor de Shub-Niggurath.

#### D'endrrah
D'endrrah (La Divinidad) es una especie de entidad femenina borrosa de belleza sobrenatural, que habita dentro de su palacio de obsidiana ubicado en la Luna Deimos de Marte. Ella vive en una sala compuesta por una miríada de espejos que distorsionan su apariencia, que es la de un abismo oscuro con tentáculos. Esta entidad Mythos es algo inspirado por CL Moore Shambleau, la ilusión de Marte ella-vampira de la lujuria.

#### Ghroth
Dios externo de la corte.

#### La Hidra
Dios externo de la corte.

#### Ialdagorth
Ialdagorth ( The Dark Devourer ) es primo y sirviente de Azathoth, y aparece como una niebla negra, malformada y malévola. Ver a un demonio así es inquietante, si no traumático.

#### Kaajh'Kaalbh
Kaajh'Kaalbh es un Dios externo menor, servidor de Azathoth, pero aislado en una dimensión caótica paralela donde todo es inestable. El dios mismo se forma o se altera constantemente, y no tiene forma verdadera en absoluto. Quien intente convocar a esta entidad necesita la ayuda de un Shambler Dimensional, y la deidad puede manifestarse en una variedad de formas, a menudo como un inmenso lago de lava o un vasto estanque de mercurio solidificado.

#### Lu-Kthu
Lu-Kthu (Nacimiento del útero de los Grandes Antiguos o Lew-Kthew) es una masa titánica, del tamaño de un planeta, de entrañas y órganos internos. En un examen más detallado, aparece un globo húmedo y verrugoso, cubierto con innumerables pústulas ovoides y tejido de araña con una red de túneles largos y estrechos. Cada pústula lleva la larva de un Gran Antiguo.

#### Mh'ithrha
Un demonio invisible parecido a un lobo similar a Fenrir de la mitología nórdica (si no es coincidente). Mh'ithrha (Archordord de Tindalos ) es el señor de los sabuesos de Tindalos, y el más poderoso. Aunque no es un Dios externo real como tal, su forma y poderes asombrosos desafían la clasificación estándar. Se dice que la batalla eterna de Mh'ithra con Yog-Sothoth es legendaria.

#### Mlandoth y Mril Thorion
Dios externo de la corte.

#### Madre de Pus
Un dios externo menor compuesto de limo, tentáculos, ojos y bocas. La Madre de Pus se engendró a través de un apareamiento obsceno entre un humano y Shub-Niggurath. Cuando es convocada a la Tierra, la Madre de Pus busca refugio en piscinas de agua estancada y sucia.

#### La niebla sin nombre
La niebla sin nombre (Magnum Innominandum, Nyog 'Sothep) es una "cosa brumosa y sin forma" engendrada por Azathoth, y es el progenitor de Yog-Sothoth.

#### Ngyr-Korath
Ngyr-Korath ( The Ultimate Abomination o The Dream-Death) es una bruma verde azulada oscura que causa una sensación de terror a medida que se acerca. Una vez cerca, se forma un ojo de llama dentro. Engendró por fisión al Gran Viejo (o el avatar de su) 'Ymnar, y su némesis es el Dios Mayor Paighon. Coincide con la entidad conocida como Magnum Tenebrosum.

#### Nyarlathotep
Apareciendo por primera vez en el poema en prosa de Lovecraft del año 1920 del mismo nombre, más tarde fue mencionado en otros trabajos de Lovecraft y de otros escritores y en los juegos de rol de mesa que hacen uso de los Mitos de Cthulhu. Escritores posteriores lo describen como uno de los dioses externos.

#### Nyctelios
Alguna vez un Dios anciano, Nyctelios ha sido castigado por sus compañeros, especialmente Nodens, por haber creado una raza de servidores sucios. Ha sido expulsado permanentemente del Olimpo de los Dioses Antiguos y encarcelado bajo el mar Mediterráneo oriental, cerca de Grecia, en una oscura ciudadela construida con basalto llamada Atheron. Sin embargo, la deidad exiliada no está muerta, sino solo durmiendo, y un día se levantará nuevamente de su abismo manifestándose como una monstruosidad azul, de 6 metros de altura, parecida a un cíclope, con la mayor parte de su cuerpo cubierto completamente de gusanos que se arrastran.

#### Ny-Rakath
Un horror diabólico parecido a una cabra con alas de murciélago y cuernos múltiples, mencionado como el hermano de Shub-Niggurath.

#### Olkoth
Olkoth (Dios de los arcos celestiales) aparece como una entidad demoníaca parecida a un dios capaz de reencarnarse en cuerpos humanos si las estrellas son correctas (una especie de anticristo "Cthulhian"). Olkoth puede emerger en nuestra dimensión a través de una estatua grotesca y sin ojos de la Virgen María.

#### Shabbith-Ka
Shabbith-Ka aparece como un aura purpúrea sin forma, del tamaño de un hombre, escupiendo y crujiendo con poderosos arcos eléctricos. Una sensación de poder, malignidad e inteligencia lo acompaña y las personas capaces de mirar su forma lo suficiente pueden ver una cara o caras rudimentarias dentro de la masa brillante.

#### Shub-Niggurath
Dios externo muy importante de la corte.

#### Estrella Madre
La Madre Estrella aparece como un trozo de piedra verde amarillenta del tamaño de un bebé. Su forma sugiere una figura femenina regordeta, de pecho enorme y sin rostro. De allí se extienden docenas de hilos en forma de raíz delgadas como un lápiz. Es una de las larvas de los otros dioses y no tiene culto, aunque es servida por esclavos necrófagos zombis.

#### Suc'Naath
Suc'Naath es uno de los dioses sin sentido que se retuercen y bailan en la corte de Azathoth. Aparece como un huracán sin forma que gira con hilos de colores violetas y dorados en toda su forma, emitiendo constantemente ruidos asqueantes y chirriantes mientras muestra rostros doloridos en todo el cuerpo.
La esencia de Suc'Naath se divide actualmente en tres partes, una en un cometa llamado Aiin, la otra en algún tipo de estatua ubicada en algún lugar del mundo, mientras que la tercera ha sido transmitida genéticamente durante eones a través de razas prehumanas, y ahora humanas. , principalmente en el medio oriente. Se dice que los portadores de los poderes del Dios Exterior han realizado grandes actos de magia y/o han estado locos. Si alguna vez se combinan estas tres partes, Suc'Naath se liberará. Esta entidad es servida por un pequeño culto del Medio Oriente conocido como la Mano Dorada de Suc'Naath, que reúne a intelectuales trastornados y asesinos entrenados, que desean liberar a Suc'Naath (también pueden tener conexiones con el antiguo culto de Hashashin).

#### Tru'nembra
Tru'nembra (El ángel de la música) es el nombre dado en la guía del juego de rol Malleus Monstrorum Call of Cthulhu a la entidad descrita en la novela de HP Lovecraft " La música de Eric Zahn ". No tiene forma, pero se manifiesta como una música inquietante.

#### Tulzscha
Tulzscha ( The Green Flame ) es el nombre dado en la guía del juego de rol Malleus Monstrorum Call of Cthulhu para la entidad descrita en la historia de HP Lovecraft "El Festival". Tulzscha aparece como una ardiente bola de fuego verde, bailando con sus Dioses Externos Menores en la corte de Azathoth. Llamando a nuestro mundo, asume una forma gaseosa, penetra el planeta hasta el núcleo, luego entra en erupción desde abajo como una columna de llamas. No puede moverse de donde emerge.

#### Ubbo-Sathla
Una importante figura en la corte.

#### Uvhash
Uvhash (El Dios del vacío loco de sangre) aparece como una masa colosal, vampírica y roja de tentáculos y ojos. Habita dentro del reino de Rhylkos, que coincide con el planeta rojo Marte, y quien convoca a Uvhash es testigo de una muerte atroz. Él tiene afinidades con los vampiros, y se rumorea que también fue uno de los patrocinadores del emperador loco Calígula. Hay enemistad tanto con el dios mayor Nodens como con el gran viejo Gi-Hoveg.

#### Xa'ligha
Xa'ligha (Master of the Twisted Sound o Demon of Dissonance ) es una entidad hecha de un sonido enloquecedor, de alguna manera similar a Tru'Nembra . Hay cierta afinidad con el Gran Viejo Hastur. [85]

#### Xexanoth
Un Gran anciano de gran poder pero dormido.

#### Ycnàgnnisssz
Ycnàgnnisssz es una masa negra, purulenta y amorfa que constantemente explota y hace erupción violentamente, arrojando trozos de material agitado en forma de lava. Ella engendró al Gran Viejo Zstylzhemgni.

#### Yhoundeh
Gran anciano de gran poder pero de carácter maligno.

#### Yibb-Tstll
Un humanoide gigantesco con alas de murciélago con ojos separados, que llevaba una túnica verde. Esta horrible deidad ve todo el tiempo y el espacio a medida que gira lentamente en el centro de su claro dentro de la Jungla de Kled, en las Tierras de los Sueños de la Tierra. Debajo de su capa ondulante hay una multitud de juegos nocturnos, que succionan y se aferran a sus senos. Teniendo una estrecha conexión con el Gran Viejo Bugg-Shash,  también debería considerarse a Yibb-Tstll como un Gran Viejo, específicamente en el grupo Drowners presentado por Brian Lumley, entidades alienígenas parásitas que prosperan vampirizando a los Grandes Antiguos. ellos mismos - aunque en los materiales RPG ella está clasificada como un "Dios Externo".

#### Yidhra
Yidhra (The Dream Witch o Yee-Tho-Rah) generalmente aparece como una mujer joven, atractiva y terrenal, aunque su forma puede variar.
Yidhra ha estado en la Tierra desde que aparecieron los primeros microorganismos y es inmortal. Para sobrevivir en un entorno cambiante, ganó la capacidad de asumir las características de cualquier criatura que devorara. Con el tiempo, Yidhra se dividió en diferentes aspectos, aunque cada parte comparte su conciencia matriz.
Yidhra es servida por cultos devotos que se encuentran en lugares tan separados como Myanmar, Chad, Laos, Sumeria, Nuevo México y Tejas. Los miembros del culto de Yidhra pueden obtener la inmortalidad fusionándose con ella, aunque como consecuencia se vuelven un tanto como Yidhra. A quienes la atienden también se les promete cosechas abundantes y ganado sano. Por lo general, oculta su verdadera forma detrás de una poderosa ilusión, apareciendo como una joven atractiva; solo los miembros favoritos de su culto pueden verla tal como es en realidad.

#### Yog-Sothoth
Gran anciano de gran poder destructivo y muy adorado por cultos malignos.

#### Yomagn'tho
Yomagn'tho (La fiesta de las estrellas, lo que espera sin descanso) es un ser malévolo que no desea nada más que la destrucción de la humanidad por razones desconocidas. Él espera en su dimensión de hogar en Pherkard, hasta que es convocado a la Tierra. Cuando se lo convoca por primera vez, Yomagn'tho aparece como una pequeña bola de fuego que se expande rápidamente en un gran círculo de fuego con tres pétalos interiores en llamas. Se sabe que los reptiles madrigueras, los Rhygntu, adoran a esta deidad maligna.

## Dioses mayores
En las historias posteriores a Lovecraft, los Dioses Mayores se oponen a los gustos de Cthulhu y sus semejantes. Derleth intentó agrupar retroactivamente a la deidad benevolente Nodens en esta categoría (que actúa como deus ex machina para los protagonistas tanto en The Dream-Quest of Unknown Kadath como en " The Strange High House in the Mist "). Con respecto a la naturaleza de los Grandes Antiguos, Joseph S. Pulver menciona en su novela Discípulo de Pesadilla (2006) una serie de Dioses Antiguos originales, aunque carece de cualquier descripción sobre su verdadera forma. La historia presenta entidades como Adaedu, Alithlai-Tyy, Dveahtehs, Eyroix, Ovytonv, Urthuvn, Xislanyx y Xuthyos-Sihb'Bz. Otros tienen un título de culto como Othkkartho (En Sire of the Four Titans of Balance and Order), que se dice que es el hijo de Nodens, y Zehirete, que es el vientre puro y sagrado de la luz. Sk'tai y Eppirfon son hermanos. Eppirfon fue originalmente la segunda novia de Cthulhu que le dio un hijo, T'ith, ahora está muerto, asesinado por el propio Cthulhu.

### Dioses antiguos conocidos en los mitos
El siguiente es otro Dios antiguo sin descripción: Walter C. DeBill, Jr.'s Paighon, plantearon a una entidad extragaláctica que ahora habita en el núcleo de la Tierra, que se dice que es enemiga del Dios externo Ngyr-Korath y su servidor  Ymnar.

#### Bast
Bast (Diosa de los gatos o Pasht) aparece como una mujer humana con cabeza de gato.

#### Hypnos
Una deidad ambigua considerada como un Dios antiguo. Apareció por primera vez en el cuento de Lovecraft Hypno.

#### Kthanid
Una creación de Brian Lumley, Kthanid se ve igual que Cthulhu, excepto por el color de los ojos.

#### Oryx
Oryx fue presentado sin nombre en "La guarida del engendro estelar" de August Derleth (1932). El nombre Oryx se le da en el suplemento RPG Call of Cthulhu "The Creature Companion" (The Bright Flame) se manifiesta como un pilar gigante de cegadoras llamas blancas y moradas. Aunque su expresión es brillante y cegadora, nadie siente su calor. Nadie puede mirar a Oryx más de unos segundos; después de la primera mirada, los ojos de cualquiera que lo vea se vuelven doloridos y llorosos.

#### Oztalun
Oztalun (Golden and Shimmering One) es un Dios antiguo presentado por James Ambuehl. Está simbolizado por un símbolo de estrella de siete puntas, que es su propio sello.

#### Nodens
Nodens ("Señor del Gran Abismo") aparece como un hombre humano montado en una enorme concha marina tirada por bestias legendarias. En los suplementos de CthulhuTech, se dice que Nodens es el avatar de Forgotten One Savty'ya.

#### Shavalyoth
Shavalyoth (Shadowy and Shapeless One) es un Dios antiguo presentado por James Ambuehl, que se supone oscuro y sin forma.

#### Ulthar
Ulthar (o Uldar y también Ultharathotep) es una deidad enviada a la Tierra para vigilar a los Grandes Antiguos.

#### Vorvadoss
Vorvadoss * (The Flaming One , Lord of the Universal Spaces, The Troubler of the Sands , Who Waiteth in the Outer Dark ) aparece como un ser encapuchado, envuelto en llamas verdes, con ojos ardientes. Se lo describe como un hijo tanto del dios mayor Nodens como del gran viejo Lythalia, y tiene un hermano gemelo, Yaggdytha.

#### Yad-Thaddag
Otra deidad de Brian Lumley. Tiene la misma apariencia que Yog-Sothoth, excepto que sus esferas son de un color diferente y su naturaleza es puramente benévola.

### Yaggdytha
Yaggdytha ("El Incandescente") es hermano gemelo de Vorvadoss, manifestándose como una gran bola incandescente amorfa e incandescente de energía viva, que se extiende en una red de garras gigantes de luz.